# Tropojë

Karta med Tropojë distrikt markerat.

Tropojë (albanska: Tropojë med böjningsformen Tropoja) är en stad och kommun i Kukës prefektur i norra Albanien vid gränsen till Kosovo. Albaniens tidigare premiärminister Sali Berisha är född i Tropojë. Även sångarna Soni Malaj och Stresi kommer från Tropojë.